# Interlands Lets voetbalelftal 1930-1940
Deze pagina toont een chronologisch en gedetailleerd overzicht van de interlands die het Lets voetbalelftal heeft gespeeld in de periode 1930 – 1940.

## Interlands

### 1930
|                                                                     |                      |       |                     |                                                                                   |
| 27 juni Vriendschappelijk № 31 «onderlinge duels» 19:00 uur (UTC+2) | Estland              | 1 – 1 | Letland             | Kadriorustadion, Tallinn Toeschouwers: 4.000 Scheidsrechter: Harry Kuhlberg (FIN) |
| 27 juni Vriendschappelijk № 31 «onderlinge duels» 19:00 uur (UTC+2) | Johannes Brenner 64' |       | 30' Hermanis Jēnihs | Kadriorustadion, Tallinn Toeschouwers: 4.000 Scheidsrechter: Harry Kuhlberg (FIN) |

|                                                                     |         |                                                               |        |                                                                            |
| 22 juli Vriendschappelijk № 32 «onderlinge duels» 18:15 uur (UTC+2) | Letland | 0 – 5                                                         | Zweden | JKS stadions, Riga Toeschouwers: 5.000 Scheidsrechter: Heinrich Paal (EST) |
| 22 juli Vriendschappelijk № 32 «onderlinge duels» 18:15 uur (UTC+2) |         | 5', 75' Axel Nilsson 14' Knut Johansson 26', 80' Gösta Dunker |        | JKS stadions, Riga Toeschouwers: 5.000 Scheidsrechter: Heinrich Paal (EST) |

|                                                                        |                                                               |       |         |                                                                           |
| 4 augustus Vriendschappelijk № 33 «onderlinge duels» 18:00 uur (UTC+2) | Letland                                                       | 3 – 0 | Finland | JKS stadions, Riga Toeschouwers: 3.000 Scheidsrechter: Georg Muntau (GER) |
| 4 augustus Vriendschappelijk № 33 «onderlinge duels» 18:00 uur (UTC+2) | Ērihs Pētersons 4' Arkādijs Pavlovs 46' Fricis Dambrēvics 69' |       |         | JKS stadions, Riga Toeschouwers: 3.000 Scheidsrechter: Georg Muntau (GER) |

|                                                                            |                                                              |       |                                      |                                                                                       |
| 16 augustus Baltische Beker 1930 № 34 «onderlinge duels» 17:00 uur (UTC+2) | Estland                                                      | 3 – 2 | Letland                              | Kauno Makabi Stadionas, Kaunas Toeschouwers: 3.500 Scheidsrechter: Georg Muntau (GER) |
| 16 augustus Baltische Beker 1930 № 34 «onderlinge duels» 17:00 uur (UTC+2) | Ērihs Pētersons 11' Voldemārs Žins 15' Fricis Dambrēvics 56' |       | 18' Eugen Einmann 38' Friedrich Karm | Kauno Makabi Stadionas, Kaunas Toeschouwers: 3.500 Scheidsrechter: Georg Muntau (GER) |

|                                                                            |                                                                     |       |                               |                                                                                      |
| 17 augustus Baltische Beker 1930 № 35 «onderlinge duels» 16:30 uur (UTC+2) | Litouwen                                                            | 3 – 3 | Letland                       | Kariuomenės Stadionas, Kaunas Toeschouwers: 5.000 Scheidsrechter: Georg Muntau (GER) |
| 17 augustus Baltische Beker 1930 № 35 «onderlinge duels» 16:30 uur (UTC+2) | Jaroslavas Citavičius 32' Antanas Lingis 46' Stepas Chmelevskis 89' |       | 37', 61', 64' Ērihs Pētersons | Kariuomenės Stadionas, Kaunas Toeschouwers: 5.000 Scheidsrechter: Georg Muntau (GER) |

|                                                                        |                                                                         |       |         |                                                                                            |
| 26 oktober Vriendschappelijk № 36 «onderlinge duels» 14:30 uur (UTC+1) | Polen                                                                   | 6 – 0 | Letland | Wojska Polskiegostadion, Warschau Toeschouwers: 10.000 Scheidsrechter: Alfred Birlem (GER) |
| 26 oktober Vriendschappelijk № 36 «onderlinge duels» 14:30 uur (UTC+1) | Józef Nawrot 11', 28', 71', 89' Leonard Malik 33' Mieczysław Balcer 87' |       |         | Wojska Polskiegostadion, Warschau Toeschouwers: 10.000 Scheidsrechter: Alfred Birlem (GER) |

### 1931
|                                                                    |         |                   |         |                                                                               |
| 28 mei Vriendschappelijk № 37 «onderlinge duels» 19:00 uur (UTC+2) | Letland | 0 – 1             | Estland | LSB Stadions, Riga Toeschouwers: 4.000 Scheidsrechter: Józef Lustgarten (POL) |
| 28 mei Vriendschappelijk № 37 «onderlinge duels» 19:00 uur (UTC+2) |         | 53' Eugen Einmann |         | LSB Stadions, Riga Toeschouwers: 4.000 Scheidsrechter: Józef Lustgarten (POL) |

|                                                                     |                                                        |       |                                              |                                                                            |
| 30 juni Vriendschappelijk № 38 «onderlinge duels» 18:30 uur (UTC+2) | Letland                                                | 5 – 2 | Litouwen                                     | LSB stadions, Riga Toeschouwers: 3.500 Scheidsrechter: Heinrich Paal (EST) |
| 30 juni Vriendschappelijk № 38 «onderlinge duels» 18:30 uur (UTC+2) | Ērihs Pētersons 16', 33', 56', 59' Alfrēds Verners 87' |       | 39' Jaroslavas Citavičius 41' Juozas Dirgėla | LSB stadions, Riga Toeschouwers: 3.500 Scheidsrechter: Heinrich Paal (EST) |

|                                                                    |         |                                                                       |       |                                                                            |
| 5 juli Vriendschappelijk № 39 «onderlinge duels» 18:30 uur (UTC+2) | Letland | 0 – 5                                                                 | Polen | LSB stadions, Riga Toeschouwers: 2.500 Scheidsrechter: Alfred Birlem (GER) |
| 5 juli Vriendschappelijk № 39 «onderlinge duels» 18:30 uur (UTC+2) |         | 21', 33' Karol Kossok 37', 40' Walerian Kisieliński 83' Henryk Reyman |       | LSB stadions, Riga Toeschouwers: 2.500 Scheidsrechter: Alfred Birlem (GER) |

|                                                                     |                                                                          |       |         |                                                                                        |
| 26 juli Vriendschappelijk № 40 «onderlinge duels» 13:30 uur (UTC+1) | Zweden                                                                   | 6 – 0 | Letland | Arosvallen, Västerås Toeschouwers: 7.000 Scheidsrechter: Reidar Randers Johansen (NOR) |
| 26 juli Vriendschappelijk № 40 «onderlinge duels» 13:30 uur (UTC+1) | John Sundberg 10', 44', 78' Sigfrid Roos 12', 25' Sven Rydell 38' (pen.) |       |         | Arosvallen, Västerås Toeschouwers: 7.000 Scheidsrechter: Reidar Randers Johansen (NOR) |

|                                                                         |                                                         |       |         |                                                                                      |
| 19 augustus Vriendschappelijk № 41 «onderlinge duels» 18:30 uur (UTC+2) | Finland                                                 | 4 – 0 | Letland | Töölön Pallokenttä, Helsinki Toeschouwers: 3.500 Scheidsrechter: Heinrich Paal (EST) |
| 19 augustus Vriendschappelijk № 41 «onderlinge duels» 18:30 uur (UTC+2) | Ernst Grönlund 11', 23' Jarl Malmgren 15' Gunnar Åström |       |         | Töölön Pallokenttä, Helsinki Toeschouwers: 3.500 Scheidsrechter: Heinrich Paal (EST) |

|                                                                            |                     |       |          |                                                                                  |
| 31 augustus Baltische Beker 1931 № 42 «onderlinge duels» 17:30 uur (UTC+2) | Letland             | 1 – 0 | Litouwen | Kadriorustadion, Tallinn Toeschouwers: 2.000 Scheidsrechter: Osborn Wenzel (SWE) |
| 31 augustus Baltische Beker 1931 № 42 «onderlinge duels» 17:30 uur (UTC+2) | Ērihs Pētersons 11' |       |          | Kadriorustadion, Tallinn Toeschouwers: 2.000 Scheidsrechter: Osborn Wenzel (SWE) |

|                                                                            |                                          |       |                  |                                                                                  |
| 1 september Baltische Beker 1931 № 43 «onderlinge duels» 17:30 uur (UTC+2) | Estland                                  | 3 – 1 | Letland          | Kadriorustadion, Tallinn Toeschouwers: 6.500 Scheidsrechter: Osborn Wenzel (SWE) |
| 1 september Baltische Beker 1931 № 43 «onderlinge duels» 17:30 uur (UTC+2) | Eduard Eelma 10' Friedrich Karm 51', 67' |       | 16' Jānis Škincs | Kadriorustadion, Tallinn Toeschouwers: 6.500 Scheidsrechter: Osborn Wenzel (SWE) |

|                                                                          |                                              |       |                  |                                                                               |
| 27 september Vriendschappelijk № 44 «onderlinge duels» 16:00 uur (UTC+2) | Letland                                      | 2 – 1 | Estland          | JKS stadions, Riga Toeschouwers: 3.500 Scheidsrechter: Józef Lustgarten (POL) |
| 27 september Vriendschappelijk № 44 «onderlinge duels» 16:00 uur (UTC+2) | Jānis Škincs 67' Arnolds Štauvers 90' (pen.) |       | 8' Leonhard Kass | JKS stadions, Riga Toeschouwers: 3.500 Scheidsrechter: Józef Lustgarten (POL) |

### 1932
|                                                                    |                                                            |       |         |                                                                                  |
| 1 juni Vriendschappelijk № 45 «onderlinge duels» 19:00 uur (UTC+2) | Estland                                                    | 3 – 0 | Letland | Kadriorustadion, Tallinn Toeschouwers: 5.500 Scheidsrechter: Esko Pekkonen (FIN) |
| 1 juni Vriendschappelijk № 45 «onderlinge duels» 19:00 uur (UTC+2) | Arnold Laasner 3' Eduard Ellman-Eelma 6' Leonhard Kass 89' |       |         | Kadriorustadion, Tallinn Toeschouwers: 5.500 Scheidsrechter: Esko Pekkonen (FIN) |

|                                                                     |                           |       |                                                                        |                                                                              |
| 29 juni Vriendschappelijk № 46 «onderlinge duels» 17:40 uur (UTC+2) | Litouwen                  | 2 – 3 | Letland                                                                | LFLS Stadion, Kaunas Toeschouwers: 2.000 Scheidsrechter: Heinrich Paal (EST) |
| 29 juni Vriendschappelijk № 46 «onderlinge duels» 17:40 uur (UTC+2) | Antanas Lingis 74' (pen.) |       | 9' Alberts Šeibelis 11', 86' Hermanis Jēnihs 88' Jaroslavas Citavičius | LFLS Stadion, Kaunas Toeschouwers: 2.000 Scheidsrechter: Heinrich Paal (EST) |

|                                                                     |         |       |        |                                                                            |
| 13 juli Vriendschappelijk № 47 «onderlinge duels» 18:30 uur (UTC+2) | Letland | 0 – 0 | Zweden | LSB stadions, Riga Toeschouwers: 4.000 Scheidsrechter: Heinrich Paal (EST) |
| 13 juli Vriendschappelijk № 47 «onderlinge duels» 18:30 uur (UTC+2) |         |       |        | LSB stadions, Riga Toeschouwers: 4.000 Scheidsrechter: Heinrich Paal (EST) |

|                                                                     |                                         |       |                    |                                                                                     |
| 24 juli Vriendschappelijk № 48 «onderlinge duels» 18:00 uur (UTC+2) | Letland                                 | 2 – 1 | Litouwen           | Stadions Olimpija, Liepāja Toeschouwers: 15.000 Scheidsrechter: Voldemar Rõks (EST) |
| 24 juli Vriendschappelijk № 48 «onderlinge duels» 18:00 uur (UTC+2) | Ērihs Pētersons 42' Arnolds Tauriņš 80' |       | 85' Antanas Lingis | Stadions Olimpija, Liepāja Toeschouwers: 15.000 Scheidsrechter: Voldemar Rõks (EST) |

|                                                                            |                                                                                  |       |                           |                                                                         |
| 28 augustus Baltische Beker 1932 № 49 «onderlinge duels» 17:30 uur (UTC+2) | Letland                                                                          | 4 – 1 | Litouwen                  | JKS stadions, Riga Toeschouwers: 4.000 Scheidsrechter: Sven Klang (SWE) |
| 28 augustus Baltische Beker 1932 № 49 «onderlinge duels» 17:30 uur (UTC+2) | Ērihs Pētersons 52' Alberts Šeibelis 53' Hermanis Jēnihs 65' Arnolds Tauriņš 73' |       | 15' Jaroslavas Citavičius | JKS stadions, Riga Toeschouwers: 4.000 Scheidsrechter: Sven Klang (SWE) |

|                                                                           |                      |       |         |                                                                         |
| 30 augustusBaltische Beker 1932 № 50 «onderlinge duels» 18:00 uur (UTC+2) | Letland              | 1 – 0 | Estland | JKS stadions, Riga Toeschouwers: 5.000 Scheidsrechter: Sven Klang (SWE) |
| 30 augustusBaltische Beker 1932 № 50 «onderlinge duels» 18:00 uur (UTC+2) | Alberts Šeibelis 58' |       |         | JKS stadions, Riga Toeschouwers: 5.000 Scheidsrechter: Sven Klang (SWE) |

|                                                        |                    |       |         |                                                                            |
| 11 september Vriendschappelijk № 51 «onderlinge duels» | Litouwen           | 1 – 0 | Letland | LFLS Stadion, Kaunas Toeschouwers: 2.000 Scheidsrechter: Otto Silber (EST) |
| 11 september Vriendschappelijk № 51 «onderlinge duels» | Antanas Lingis 13' |       |         | LFLS Stadion, Kaunas Toeschouwers: 2.000 Scheidsrechter: Otto Silber (EST) |

|                                                                       |                                      |       |                     |                                                                                          |
| 2 oktober Vriendschappelijk № 52 «onderlinge duels» 15:30 uur (UTC+1) | Polen                                | 2 – 1 | Letland             | Wojska Polskiegostadion, Warschau Toeschouwers: 8.000 Scheidsrechter: Radu Istrate (ROU) |
| 2 oktober Vriendschappelijk № 52 «onderlinge duels» 15:30 uur (UTC+1) | Karol Kossok 52' Leon Radojewski 89' |       | 19' Arnolds Tauriņš | Wojska Polskiegostadion, Warschau Toeschouwers: 8.000 Scheidsrechter: Radu Istrate (ROU) |

### 1933
|                                                                    |                                         |       |         |                                                                                    |
| 28 mei Vriendschappelijk № 53 «onderlinge duels» 12:00 uur (UTC+2) | Letland                                 | 2 – 0 | Estland | JKS stadions, Riga Toeschouwers: 2.500 Scheidsrechter: Valerijonas Balčiūnas (LTU) |
| 28 mei Vriendschappelijk № 53 «onderlinge duels» 12:00 uur (UTC+2) | Arnolds Tauriņš 45' Ērihs Pētersons 90' |       |         | JKS stadions, Riga Toeschouwers: 2.500 Scheidsrechter: Valerijonas Balčiūnas (LTU) |

|                                                                     | |       |                                            |                                                                            |
| 12 juni Vriendschappelijk № 54 «onderlinge duels» 18:30 uur (UTC+2) | Letland                                                                                              | 6 – 2 | Litouwen                                   | JKS stadions, Riga Toeschouwers: 3.000 Scheidsrechter: Heinrich Paal (EST) |
| 12 juni Vriendschappelijk № 54 «onderlinge duels» 18:30 uur (UTC+2) | Ērihs Pētersons 9' Ērihs Brēde 24' Alberts Šeibelis 34' Ērihs Pētersons 74', 74' Arnolds Tauriņš 86' |       | 30' Zigmas Sabaliauskas 32' Juozas Dirgėla | JKS stadions, Riga Toeschouwers: 3.000 Scheidsrechter: Heinrich Paal (EST) |

|                                                                    |                     |       |                  |                                                                                    |
| 4 juli Vriendschappelijk № 55 «onderlinge duels» 18:30 uur (UTC+2) | Letland             | 1 – 1 | Zweden           | JKS stadions, Riga Toeschouwers: 4.000 Scheidsrechter: Valerijonas Balčiūnas (LTU) |
| 4 juli Vriendschappelijk № 55 «onderlinge duels» 18:30 uur (UTC+2) | Ērihs Pētersons 72' |       | 39' Knut Hansson | JKS stadions, Riga Toeschouwers: 4.000 Scheidsrechter: Valerijonas Balčiūnas (LTU) |

|                                                                        |                                     |       |                      |                                                                                |
| 9 augustus Vriendschappelijk № 56 «onderlinge duels» 18:30 uur (UTC+2) | Estland                             | 2 – 1 | Letland              | Kadriorustadion, Tallinn Toeschouwers: 5.000 Scheidsrechter: Matti Aalto (FIN) |
| 9 augustus Vriendschappelijk № 56 «onderlinge duels» 18:30 uur (UTC+2) | Eduard Eelma 14' Arnold Laasner 83' |       | 50' Alberts Šeibelis | Kadriorustadion, Tallinn Toeschouwers: 5.000 Scheidsrechter: Matti Aalto (FIN) |

|                                                                            |         |                      |         |                                                                                       |
| 3 september Baltische Beker 1933 № 57 «onderlinge duels» 16:30 uur (UTC+2) | Estland | 0 – 1                | Letland | Kariuomenės Stadionas, Kaunas Toeschouwers: 3.000 Scheidsrechter: Yrjö Tuhkunen (FIN) |
| 3 september Baltische Beker 1933 № 57 «onderlinge duels» 16:30 uur (UTC+2) |         | 35' Alberts Šeibelis |         | Kariuomenės Stadionas, Kaunas Toeschouwers: 3.000 Scheidsrechter: Yrjö Tuhkunen (FIN) |

|                                                                            |                                                     |                  |                                  |                                                                                       |
| 4 september Baltische Beker 1933 № 58 «onderlinge duels» 16:00 uur (UTC+2) | Litouwen Zigmas Sabaliauskas 33' Antanas Lingis 55' | 2 – 2 (gestaakt) | Letland 52', 65' Ērihs Pētersons | Kariuomenės Stadionas, Kaunas Toeschouwers: 3.000 Scheidsrechter: Yrjö Tuhkunen (FIN) |
| 4 september Baltische Beker 1933 № 58 «onderlinge duels» 16:00 uur (UTC+2) |                                                     |                  |                                  | Kariuomenės Stadionas, Kaunas Toeschouwers: 3.000 Scheidsrechter: Yrjö Tuhkunen (FIN) |

### 1934
|                                                                     |                               |       |         |                                                                                         |
| 10 juni Vriendschappelijk № 59 «onderlinge duels» 18:00 uur (UTC+2) | Litouwen                      | 2 – 0 | Letland | Kariuomenės Stadionas, Kaunas Toeschouwers: 3.000 Scheidsrechter: Voldemar Loodla (EST) |
| 10 juni Vriendschappelijk № 59 «onderlinge duels» 18:00 uur (UTC+2) | Juozas Baliulevičius 11', 78' |       |         | Kariuomenės Stadionas, Kaunas Toeschouwers: 3.000 Scheidsrechter: Voldemar Loodla (EST) |

|                                                                         |                       |       |                  |                                                                                    |
| 14 augustus Vriendschappelijk № 60 «onderlinge duels» 18:00 uur (UTC+2) | Letland               | 1 – 1 | Finland          | JKS stadions, Riga Toeschouwers: 3.000 Scheidsrechter: Valerijonas Balčiūnas (LTU) |
| 14 augustus Vriendschappelijk № 60 «onderlinge duels» 18:00 uur (UTC+2) | Aleksandrs Priede 59' |       | 78' Yrjö Kylmälä | JKS stadions, Riga Toeschouwers: 3.000 Scheidsrechter: Valerijonas Balčiūnas (LTU) |

|                                                                         |                      |       |                                                                  |                                                                            |
| 9 september Vriendschappelijk № 61 «onderlinge duels» 16:30 uur (UTC+2) | Letland              | 1 – 3 | Litouwen                                                         | JKS stadions, Riga Toeschouwers: 5.000 Scheidsrechter: Yrjö Tuhkunen (FIN) |
| 9 september Vriendschappelijk № 61 «onderlinge duels» 16:30 uur (UTC+2) | Vaclavs Borduško 37' |       | 28' (e.d.) Aņisims Pavlovs 41' Juozas Klimas 75' Vladas Bubnovas | JKS stadions, Riga Toeschouwers: 5.000 Scheidsrechter: Yrjö Tuhkunen (FIN) |

|                                                                          |                                                                    |       |                    |                                                                                     |
| 23 september Vriendschappelijk № 62 «onderlinge duels» 14:00 uur (UTC+1) | Zweden                                                             | 3 – 1 | Letland            | Olympisch Stadion, Stockholm Toeschouwers: 16.000 Scheidsrechter: Poul Dreiøe (DEN) |
| 23 september Vriendschappelijk № 62 «onderlinge duels» 14:00 uur (UTC+1) | Sven Andersson 64' (pen.) Roger Karlsson 84' Ragnar Gustavsson 89' |       | 4' Hermanis Jēnihs | Olympisch Stadion, Stockholm Toeschouwers: 16.000 Scheidsrechter: Poul Dreiøe (DEN) |

|                                                                        |                                           |       |                                                                                               |                                                                           |
| 14 oktober Vriendschappelijk № 63 «onderlinge duels» 15:00 uur (UTC+2) | Letland                                   | 2 – 6 | Polen                                                                                         | JKS stadions, Riga Toeschouwers: 5.000 Scheidsrechter: Esko Pekonen (FIN) |
| 14 oktober Vriendschappelijk № 63 «onderlinge duels» 15:00 uur (UTC+2) | Aleksandrs Priede 32' Hermanis Jēnihs 33' |       | 9' Karol Pazurek 14', 64', 75' Gerard Wodarz 30' Ryszard Łysakowski 45' (pen.) Teodor Peterek | JKS stadions, Riga Toeschouwers: 5.000 Scheidsrechter: Esko Pekonen (FIN) |

### 1935
|                                                                    |                                                                      |       |                     |                                                                            |
| 30 mei Vriendschappelijk № 64 «onderlinge duels» 17:00 uur (UTC+2) | Letland                                                              | 6 – 1 | Litouwen            | JKS stadions, Riga Toeschouwers: 5.000 Scheidsrechter: Sophus Hansen (DEN) |
| 30 mei Vriendschappelijk № 64 «onderlinge duels» 17:00 uur (UTC+2) | Ērihs Raisters 5' Hugo Vītols 30', 63', 77' Iļja Vestermans 75', 79' |       | 80' Jonas Bužinskas | JKS stadions, Riga Toeschouwers: 5.000 Scheidsrechter: Sophus Hansen (DEN) |

|                                                                    |                                                                       |       |                     |                                                                                    |
| 6 juni Vriendschappelijk № 65 «onderlinge duels» 19:00 uur (UTC+2) | Finland                                                               | 4 – 1 | Letland             | Töölön Pallokenttä, Helsinki Toeschouwers: 4.000 Scheidsrechter: Ivan Eklind (SWE) |
| 6 juni Vriendschappelijk № 65 «onderlinge duels» 19:00 uur (UTC+2) | William Kanerva 50' (pen.) Kurt Weckström 60', 65' Nuutti Lintamo 85' |       | 25' Iļja Vestermans | Töölön Pallokenttä, Helsinki Toeschouwers: 4.000 Scheidsrechter: Ivan Eklind (SWE) |

|                                                                     |                          |       |                     |                                                                            |
| 12 juni Vriendschappelijk № 66 «onderlinge duels» 18:30 uur (UTC+2) | Letland                  | 1 – 1 | Estland             | JKS stadions, Riga Toeschouwers: 6.500 Scheidsrechter: Sophus Hansen (DEN) |
| 12 juni Vriendschappelijk № 66 «onderlinge duels» 18:30 uur (UTC+2) | Jānis Rozītis 65' (pen.) |       | 88' Georg Siimenson | JKS stadions, Riga Toeschouwers: 6.500 Scheidsrechter: Sophus Hansen (DEN) |

|                                                                    |         |                                                         |        |                                                                             |
| 5 juli Vriendschappelijk № 67 «onderlinge duels» 18:30 uur (UTC+2) | Letland | 0 – 3                                                   | Zweden | JKS stadions, Riga Toeschouwers: 7.000 Scheidsrechter: Gábor Boronkai (HUN) |
| 5 juli Vriendschappelijk № 67 «onderlinge duels» 18:30 uur (UTC+2) |         | 35' Roger Karlsson 43' Sven Jonasson 76' Åke Samuelsson |        | JKS stadions, Riga Toeschouwers: 7.000 Scheidsrechter: Gábor Boronkai (HUN) |

|                                                                            |                          |       |                                       |                                                                                 |
| 21 augustus Baltische Beker 1935 № 68 «onderlinge duels» 18:00 uur (UTC+2) | Letland                  | 2 – 2 | Litouwen                              | Kadriorustadion, Tallinn Toeschouwers: 3.500 Scheidsrechter: Rudolf Eklöw (SWE) |
| 21 augustus Baltische Beker 1935 № 68 «onderlinge duels» 18:00 uur (UTC+2) | Iļja Vestermans 17', 75' |       | 33' Antanas Lingis 48' Juozas Gudelis | Kadriorustadion, Tallinn Toeschouwers: 3.500 Scheidsrechter: Rudolf Eklöw (SWE) |

|                                                                           |                  |       |                     |                                                                                 |
| 22 augustusBaltische Beker 1935 № 68 «onderlinge duels» 18:00 uur (UTC+2) | Estland          | 1 – 1 | Letland             | Kadriorustadion, Tallinn Toeschouwers: 7.000 Scheidsrechter: Rudolf Eklöw (SWE) |
| 22 augustusBaltische Beker 1935 № 68 «onderlinge duels» 18:00 uur (UTC+2) | Eduard Eelma 64' |       | 70' Ērihs Pētersons | Kadriorustadion, Tallinn Toeschouwers: 7.000 Scheidsrechter: Rudolf Eklöw (SWE) |

|                                                                         |                                            |       |                                               |                                                                                       |
| 8 september Vriendschappelijk № 70 «onderlinge duels» 16:15 uur (UTC+2) | Litouwen                                   | 2 – 2 | Letland                                       | Kariuomenės Stadionas, Kaunas Toeschouwers: 5.000 Scheidsrechter: Sophus Hansen (DEN) |
| 8 september Vriendschappelijk № 70 «onderlinge duels» 16:15 uur (UTC+2) | Antanas Lingis 28' Romualdas Marcinkus 54' |       | 12' (pen.) Jānis Lidmanis 63' Ērihs Pētersons | Kariuomenės Stadionas, Kaunas Toeschouwers: 5.000 Scheidsrechter: Sophus Hansen (DEN) |

|                                                                          |                                                             |       |                                                         |                                                                                |
| 15 september Vriendschappelijk № 71 «onderlinge duels» 16:00 uur (UTC+1) | Polen                                                       | 3 – 3 | Letland                                                 | Stadion ŁKS, Łódź Toeschouwers: 15.000 Scheidsrechter: Hans Frankenstein (AUT) |
| 15 september Vriendschappelijk № 71 «onderlinge duels» 16:00 uur (UTC+1) | Józef Smoczek 47' Stanisław Malczyk 54' Antoni Borowski 66' |       | 21' Jānis Škincs 25' Ērihs Pētersons 57' Alfrēds Verner | Stadion ŁKS, Łódź Toeschouwers: 15.000 Scheidsrechter: Hans Frankenstein (AUT) |

|                                                                        |                                                      |       |         |                                                                                                  |
| 13 oktober Vriendschappelijk № 72 «onderlinge duels» 14:30 uur (UTC+1) | Duitsland                                            | 3 – 0 | Letland | Horst Wessel Stadion, Koningsbergen Toeschouwers: 12.000 Scheidsrechter: Andrzej Rutkowski (POL) |
| 13 oktober Vriendschappelijk № 72 «onderlinge duels» 14:30 uur (UTC+1) | August Lenz 7' Herbert Panse 59' Kurt Langenbein 63' |       |         | Horst Wessel Stadion, Koningsbergen Toeschouwers: 12.000 Scheidsrechter: Andrzej Rutkowski (POL) |

### 1936
|                                                                    |                                              |       |                                                                 |                                                                                 |
| 28 mei Vriendschappelijk № 73 «onderlinge duels» 18:30 uur (UTC+2) | Estland                                      | 3 – 4 | Letland                                                         | Kadriorustadion, Tallinn Toeschouwers: 5.000 Scheidsrechter: Mauri Saario (FIN) |
| 28 mei Vriendschappelijk № 73 «onderlinge duels» 18:30 uur (UTC+2) | Nikolai Linberg 34' Georg Siimenson 63', 82' |       | 20' Vaclavs Borduško 31', 39' Alfrēds Verners 73' Jānis Rozītis | Kadriorustadion, Tallinn Toeschouwers: 5.000 Scheidsrechter: Mauri Saario (FIN) |

|                                                                     |                          |       |                                                                                     |                                                                                      |
| 14 juni Vriendschappelijk № 74 «onderlinge duels» 18:00 uur (UTC+2) | Litouwen                 | 1 – 5 | Letland                                                                             | Kariuomenės Stadionas, Kaunas Toeschouwers: 3.500 Scheidsrechter: Rudolf Eklöw (SWE) |
| 14 juni Vriendschappelijk № 74 «onderlinge duels» 18:00 uur (UTC+2) | Henrikas Kersnauskas 45' |       | 3', 76' Alfrēds Verners 24' Alberts Šeibelis 48' Ērihs Raisters 53' Roberts Pakalns | Kariuomenės Stadionas, Kaunas Toeschouwers: 3.500 Scheidsrechter: Rudolf Eklöw (SWE) |

|                                                                            |                                          |       |                            |                                                                           |
| 29 augustus Baltische Beker 1936 № 75 «onderlinge duels» 16:30 uur (UTC+2) | Letland                                  | 2 – 1 | Litouwen                   | JKS stadions, Riga Toeschouwers: 6.000 Scheidsrechter: Rudolf Eklöw (SWE) |
| 29 augustus Baltische Beker 1936 № 75 «onderlinge duels» 16:30 uur (UTC+2) | Iļja Vestermans 75' Alberts Šeibelis 90' |       | 27' Voldemaras Jaškevičius | JKS stadions, Riga Toeschouwers: 6.000 Scheidsrechter: Rudolf Eklöw (SWE) |

|                                                                            |                                                |       |                         |                                                                            |
| 31 augustus Baltische Beker 1936 № 76 «onderlinge duels» 17:30 uur (UTC+2) | Letland                                        | 2 – 1 | Estland                 | JKS stadions, Riga Toeschouwers: 10.000 Scheidsrechter: Rudolf Eklöw (SWE) |
| 31 augustus Baltische Beker 1936 № 76 «onderlinge duels» 17:30 uur (UTC+2) | Alberts Šeibelis 35' Jānis Lidmanis 41' (pen.) |       | 73' (pen.) Julius Kaljo | JKS stadions, Riga Toeschouwers: 10.000 Scheidsrechter: Rudolf Eklöw (SWE) |

|                                                                         |                                            |       |                                                          |                                                                                |
| 6 september Vriendschappelijk № 77 «onderlinge duels» 12:00 uur (UTC+2) | Letland                                    | 3 – 3 | Polen                                                    | JKS stadions, Riga Toeschouwers: 8.000 Scheidsrechter: Hans Frankenstein (AUT) |
| 6 september Vriendschappelijk № 77 «onderlinge duels» 12:00 uur (UTC+2) | Ērihs Pētersons 60' Jānis Rozītis 72', 79' |       | 20' Jerzy Wostal 37' Michał Matyas 58' Hieronim Schwartz | JKS stadions, Riga Toeschouwers: 8.000 Scheidsrechter: Hans Frankenstein (AUT) |

### 1937
|                                                                     |                    |       |                                       |                                                                          |
| 25 juni Vriendschappelijk № 78 «onderlinge duels» 18:30 uur (UTC+2) | Letland            | 1 – 3 | Duitsland                             | ASK stadion, Riga Toeschouwers: 8.000 Scheidsrechter: Gustav Krist (TCH) |
| 25 juni Vriendschappelijk № 78 «onderlinge duels» 18:30 uur (UTC+2) | Ērihs Raisters 15' |       | 10' Karl Hohmann 33', 59' Hans Berndt | ASK stadion, Riga Toeschouwers: 8.000 Scheidsrechter: Gustav Krist (TCH) |

|                                                                     |         |       |          |                                                                           |
| 12 juli Vriendschappelijk № 79 «onderlinge duels» 18:30 uur (UTC+2) | Letland | 0 – 0 | Roemenië | ASK stadions, Riga Toeschouwers: 8.000 Scheidsrechter: Gustav Krist (TCH) |
| 12 juli Vriendschappelijk № 79 «onderlinge duels» 18:30 uur (UTC+2) |         |       |          | ASK stadions, Riga Toeschouwers: 8.000 Scheidsrechter: Gustav Krist (TCH) |

|                                                                        |                                     |       |                           |                                                                            |
| 29 juli WK 1938 kwalificatie № 80 «onderlinge duels» 18:00 uur (UTC+2) | Letland                             | 4 – 2 | Litouwen                  | ASK stadions, Riga Toeschouwers: 10.000 Scheidsrechter: Gustav Krist (TCH) |
| 29 juli WK 1938 kwalificatie № 80 «onderlinge duels» 18:00 uur (UTC+2) | Kaņeps 19', 52', 83' Vestermans 50' |       | 79' Gudelis 90' Paulionis | ASK stadions, Riga Toeschouwers: 10.000 Scheidsrechter: Gustav Krist (TCH) |

|                                                                                                   |               |       |                                                        |                                                                                           |
| 3 september WK 1938 kwalificatie / Baltische Beker 1937 № 81 «onderlinge duels» 16:00 uur (UTC+2) | Litouwen      | 1 – 5 | Letland                                                | Valstybinis stadionas, Kaunas Toeschouwers: 8.000 Scheidsrechter: Hans Frankenstein (AUT) |
| 3 september WK 1938 kwalificatie / Baltische Beker 1937 № 81 «onderlinge duels» 16:00 uur (UTC+2) | Paulionis 72' |       | 4', 45' (pen.) Kaņeps 11', 30' Borduško 67' Vestermans | Valstybinis stadionas, Kaunas Toeschouwers: 8.000 Scheidsrechter: Hans Frankenstein (AUT) |

|                                                                            |                     |       |                     |                                                                                           |
| 4 september Baltische Beker 1937 № 82 «onderlinge duels» 16:00 uur (UTC+2) | Estland             | 1 – 1 | Letland             | Valstybinis stadionas, Kaunas Toeschouwers: 8.000 Scheidsrechter: Hans Frankenstein (AUT) |
| 4 september Baltische Beker 1937 № 82 «onderlinge duels» 16:00 uur (UTC+2) | Richard Kuremaa 68' |       | 35' Iļja Vestermans | Valstybinis stadionas, Kaunas Toeschouwers: 8.000 Scheidsrechter: Hans Frankenstein (AUT) |

|                                                                            |         |                                       |         |                                                                                           |
| 7 september Baltische Beker 1937 № 83 «onderlinge duels» 16:00 uur (UTC+2) | Estland | 0 – 2                                 | Letland | Valstybinis stadionas, Kaunas Toeschouwers: 6.000 Scheidsrechter: Hans Frankenstein (AUT) |
| 7 september Baltische Beker 1937 № 83 «onderlinge duels» 16:00 uur (UTC+2) |         | 12' Jānis Rozītis 19' Iļja Vestermans |         | Valstybinis stadionas, Kaunas Toeschouwers: 6.000 Scheidsrechter: Hans Frankenstein (AUT) |

|                                                                          |                                                          |       |                     |                                                                             |
| 19 september Vriendschappelijk № 84 «onderlinge duels» 16:00 uur (UTC+2) | Letland                                                  | 3 – 1 | Estland             | ASK stadions, Riga Toeschouwers: 12.000 Scheidsrechter: Alois Beranek (AUT) |
| 19 september Vriendschappelijk № 84 «onderlinge duels» 16:00 uur (UTC+2) | Jānis Rozītis 23' Fricis Kaņeps 28' Vaclavs Borduško 66' |       | 32' Richard Kuremaa | ASK stadions, Riga Toeschouwers: 12.000 Scheidsrechter: Alois Beranek (AUT) |

|                                                                          |                          |       |               |                                                                                |
| 5 oktober WK 1938 kwalificatie № 85 «onderlinge duels» 15:30 uur (UTC+1) | Oostenrijk               | 2 – 1 | Letland       | Praterstadion, Wenen Toeschouwers: 16.000 Scheidsrechter: Pál von Hercka (HUN) |
| 5 oktober WK 1938 kwalificatie № 85 «onderlinge duels» 15:30 uur (UTC+1) | Jerusalem 15' Binder 33' |       | 6' Vestermans | Praterstadion, Wenen Toeschouwers: 16.000 Scheidsrechter: Pál von Hercka (HUN) |

|                                                                        |                                     |       |                   |                                                                                   |
| 10 oktober Vriendschappelijk № 86 «onderlinge duels» 15:00 uur (UTC+1) | Polen                               | 2 – 1 | Letland           | Stadion Pogoni, Katowice Toeschouwers: 22.000 Scheidsrechter: Denis Xifando (ROU) |
| 10 oktober Vriendschappelijk № 86 «onderlinge duels» 15:00 uur (UTC+1) | Franciszek Pytel 54' Jerzy Piec 62' |       | 68' Jānis Rozītis | Stadion Pogoni, Katowice Toeschouwers: 22.000 Scheidsrechter: Denis Xifando (ROU) |

### 1938
|                                                                    |                            |       |          |                                                                             |
| 17 mei Vriendschappelijk № 87 «onderlinge duels» 19:00 uur (UTC+2) | Letland                    | 2 – 0 | Litouwen | ASK stadions, Riga Toeschouwers: 12.000 Scheidsrechter: Alois Beranek (AUT) |
| 17 mei Vriendschappelijk № 87 «onderlinge duels» 19:00 uur (UTC+2) | Aleksandrs Vanags 73', 87' |       |          | ASK stadions, Riga Toeschouwers: 12.000 Scheidsrechter: Alois Beranek (AUT) |

|                                                                     |                                           |       |                                                            |                                                                              |
| 10 juni Vriendschappelijk № 88 «onderlinge duels» 19:15 uur (UTC+1) | Zweden                                    | 3 – 3 | Letland                                                    | Råsundastadion, Solna Toeschouwers: 14.107 Scheidsrechter: Matti Aalto (FIN) |
| 10 juni Vriendschappelijk № 88 «onderlinge duels» 19:15 uur (UTC+1) | Gunnar Bergström 4' Knut Hansson 25', 31' |       | 15' Francis Krupšs 50' Ērihs Raisters 65' Vaclavs Borduško | Råsundastadion, Solna Toeschouwers: 14.107 Scheidsrechter: Matti Aalto (FIN) |

|                                                                     |                                                 |       |           |                                                                           |
| 27 juni Vriendschappelijk № 89 «onderlinge duels» 19:00 uur (UTC+2) | Letland                                         | 3 – 0 | Hongarije | ASK stadions, Riga Toeschouwers: 13.000 Scheidsrechter: Matti Aalto (FIN) |
| 27 juni Vriendschappelijk № 89 «onderlinge duels» 19:00 uur (UTC+2) | Vaclavs Borduško 10' Aleksandrs Vanags 16', 75' |       |           | ASK stadions, Riga Toeschouwers: 13.000 Scheidsrechter: Matti Aalto (FIN) |

|                                                                     |         |                                          |         |                                                                                   |
| 20 juli Vriendschappelijk № 90 «onderlinge duels» 19:00 uur (UTC+2) | Estland | 0 – 2                                    | Letland | Kadriorustadion, Tallinn Toeschouwers: 9.000 Scheidsrechter: Fritz Bouillon (GER) |
| 20 juli Vriendschappelijk № 90 «onderlinge duels» 19:00 uur (UTC+2) |         | 19' Ērihs Raisters 86' Aleksandrs Vanags |         | Kadriorustadion, Tallinn Toeschouwers: 9.000 Scheidsrechter: Fritz Bouillon (GER) |

|                                                      |                         |       |                   |                                                                             |
| 28 augustus Vriendschappelijk № 91 14:00 uur (UTC+2) | Letland                 | 2 – 1 | Tsjecho-Slowakije | ASK stadions, Riga Toeschouwers: 13.000 Scheidsrechter: Alois Beranek (AUT) |
| 28 augustus Vriendschappelijk № 91 14:00 uur (UTC+2) | Iļja Vestermans 6', 56' |       | ?                 | ASK stadions, Riga Toeschouwers: 13.000 Scheidsrechter: Alois Beranek (AUT) |

|                                                                            |                    |       |                            |                                                                                   |
| 4 september Baltische Beker 1938 № 92 «onderlinge duels» 17:30 uur (UTC+2) | Letland            | 1 – 1 | Litouwen                   | Kadriorustadion, Tallinn Toeschouwers: 3.000 Scheidsrechter: Fritz Bouillon (GER) |
| 4 september Baltische Beker 1938 № 92 «onderlinge duels» 17:30 uur (UTC+2) | Francis Krupšs 87' |       | 28' Voldemaras Jaškevičius | Kadriorustadion, Tallinn Toeschouwers: 3.000 Scheidsrechter: Fritz Bouillon (GER) |

|                                                                            |                   |       |                    |                                                                                    |
| 5 september Baltische Beker 1938 № 93 «onderlinge duels» 17:30 uur (UTC+2) | Estland           | 1 – 1 | Letland            | Kadriorustadion, Tallinn Toeschouwers: 11.000 Scheidsrechter: Fritz Bouillon (GER) |
| 5 september Baltische Beker 1938 № 93 «onderlinge duels» 17:30 uur (UTC+2) | Leonhard Kass 12' |       | 49' Ērihs Raisters | Kadriorustadion, Tallinn Toeschouwers: 11.000 Scheidsrechter: Fritz Bouillon (GER) |

|                                                                          |                                            |       |                       |                                                                           |
| 25 september Vriendschappelijk № 94 «onderlinge duels» 15:00 uur (UTC+2) | Letland                                    | 2 – 1 | Polen                 | ASK stadions, Riga Toeschouwers: 14.000 Scheidsrechter: Matti Aalto (FIN) |
| 25 september Vriendschappelijk № 94 «onderlinge duels» 15:00 uur (UTC+2) | Aleksandrs Vanags 26' Alberts Šeibelis 83' |       | 36' Bolesław Habowski | ASK stadions, Riga Toeschouwers: 14.000 Scheidsrechter: Matti Aalto (FIN) |

### 1939
|                                                                    |                                                                   |       |         |                                                                                            |
| 18 mei Vriendschappelijk № 95 «onderlinge duels» 17:30 uur (UTC+3) | Roemenië                                                          | 4 – 0 | Letland | Stadionul Venus, Boekarest Toeschouwers: 2.000 Scheidsrechter: Maksymilian Schneider (POL) |
| 18 mei Vriendschappelijk № 95 «onderlinge duels» 17:30 uur (UTC+3) | Iuliu Bodola 41', 83' Ştefan Dobay 56' Fricis Laumanis 76' (e.d.) |       |         | Stadionul Venus, Boekarest Toeschouwers: 2.000 Scheidsrechter: Maksymilian Schneider (POL) |

|                                                  |                                                              |       |         |                                                                              |
| 24 mei Vriendschappelijk № 95 «onderlinge duels» | Bulgarije                                                    | 3 – 0 | Letland | Joenakstadion, Sofia Toeschouwers: 12.000 Scheidsrechter: Mika Popović (YUG) |
| 24 mei Vriendschappelijk № 95 «onderlinge duels» | Nikola Bobev 6' Ljoebomir Angelov 18' Georgi Pachedzhiev 43' |       |         | Joenakstadion, Sofia Toeschouwers: 12.000 Scheidsrechter: Mika Popović (YUG) |

|                                                                     |                                                                   |       |                                                            |                                                                              |
| 27 juli Vriendschappelijk № 97 «onderlinge duels» 18:15 uur (UTC+2) | Letland                                                           | 3 – 3 | Estland                                                    | ASK stadions, Riga Toeschouwers: 12.000 Scheidsrechter: Wilhelm Peters (GER) |
| 27 juli Vriendschappelijk № 97 «onderlinge duels» 18:15 uur (UTC+2) | Eduards Freimanis 25' Aleksandrs Vanags 76' Eduards Freimanis 87' |       | 17' Georg Siimenson 55' Richard Kuremaa 66' Ralf Veidemann | ASK stadions, Riga Toeschouwers: 12.000 Scheidsrechter: Wilhelm Peters (GER) |

|                                                                          |         |                                              |         |                                                                                  |
| 24 september Vriendschappelijk № 98 «onderlinge duels» 14:00 uur (UTC+2) | Finland | 0 – 3                                        | Letland | Olympisch Stadion, Helsinki Toeschouwers: 4.097 Scheidsrechter: Otto Remke (DEN) |
| 24 september Vriendschappelijk № 98 «onderlinge duels» 14:00 uur (UTC+2) |         | 39', 49' Aleksandrs Vanags 60' Fricis Kaņeps |         | Olympisch Stadion, Helsinki Toeschouwers: 4.097 Scheidsrechter: Otto Remke (DEN) |

### 1940
|                                                                     |                          |       |                   |                                                                                          |
| 18 juli Vriendschappelijk № 99 «onderlinge duels» 19:00 uur (UTC+2) | Estland                  | 2 – 1 | Letland           | Kadriorustadion, Tallinn Toeschouwers: 7.000 Scheidsrechter: Valerijonas Balčiūnas (LTU) |
| 18 juli Vriendschappelijk № 99 «onderlinge duels» 19:00 uur (UTC+2) | Richard Kuremaa 20', 84' |       | 85' Fricis Kaņeps | Kadriorustadion, Tallinn Toeschouwers: 7.000 Scheidsrechter: Valerijonas Balčiūnas (LTU) |

België · Bulgarije · Denemarken · Duitsland · Engeland · Estland · Finland · Frankrijk · Griekenland · Hongarije · Ierland · Israël · Italië · Joegoslavië · Letland · Litouwen · Luxemburg · Nederland · Noord-Ierland · Noorwegen · Oostenrijk · Polen · Portugal · Roemenië · Schotland · Spanje · Tsjecho-Slowakije · Turkije · Wales · Zweden · Zwitserland
Albanië · België · Bulgarije · Denemarken · Duitsland · Engeland · Estland · Finland · Frankrijk · Griekenland · Hongarije · Ierland · IJsland · Israël · Italië · Joegoslavië · Kroatië · Letland · Litouwen · Luxemburg · Nederland · Noord-Ierland · Noorwegen · Oostenrijk · Polen · Portugal · Roemenië · Schotland · Slowakije · Spanje · Tsjecho-Slowakije · Turkije · Wales · Zweden · Zwitserland
LFF · A-internationals · Bondscoaches · Statistieken · Lets vrouwenelftal · Olympisch elftal · Letland U21 · Letland U20 · Letland U19 · Letland U18 · Letland U17 · Letland U16
1922 – 1929 ·
1930 – 1940 ·
1950 – 1989 · 
1990 – 1999 ·
2000 – 2009 ·
2010 – 2019 ·
2020 – 2029
EK 1996 · 
EK 2000 · 
EK 2004 · 
EK 2008 · 
EK 2012
WK 1994 · 
WK 1998 · 
WK 2002 · 
WK 2006 · 
WK 2010 · 
WK 2014
OS 1924
1922 · 
1923 · 
1924 · 
1925 · 
1926 · 
1927 · 
1928 · 
1929 · 
1930 · 
1931 · 
1932 · 
1933 · 
1934 · 
1935 · 
1936 · 
1937 · 
1938 · 
1939 · 
1940 · 
1941 · 
1942 · 
1943 · 1944 · 
1945 · 
1946 · 
1947 · 
1948 · 
1949 · 
1950 – 1990 · 
1991 · 
1992 · 
1993 · 
1994 · 
1995 · 
1996 · 
1997 · 
1998 · 
1999 · 
2000 · 
2001 · 
2002 · 
2003 · 
2004 · 
2005 · 
2006 · 
2007 · 
2008 · 
2009 · 
2010 · 
2011 · 
2012 · 
2013 · 
2014 · 
2015 · 
2016 · 
2017 ·
2018 ·
2019 ·
2020 ·
2021 ·
2022
Albanië ·
Andorra ·
Angola ·
Armenië ·
Azerbeidzjan ·
Bahrein ·
België ·
Bolivia ·
Bosnië en Herzegovina ·
Brazilië ·
Bulgarije ·
China ·
Cyprus ·
Denemarken ·
Duitsland ·
Estland ·
Faeröer · 
Finland ·
Frankrijk ·
Georgië ·
Ghana ·
Gibraltar ·
Griekenland ·
Honduras ·
Hongarije ·
Ierland ·
IJsland ·
Israël ·
Japan ·
Kazachstan ·
Koeweit ·
Kosovo ·
Kroatië ·
Liechtenstein ·
Litouwen ·
Luxemburg ·
Malta ·
Moldavië ·
Montenegro ·
Nederland ·
Noord-Ierland ·
Noord-Korea ·
Noord-Macedonië ·
Noorwegen ·
Oekraïne ·
Oezbekistan · 
Oman ·
Oostenrijk ·
Polen ·
Portugal ·
Qatar ·
Roemenië · 
Rusland ·
San Marino ·
Saoedi-Arabië ·
Schotland ·
Slovenië ·
Slowakije ·
Spanje ·
Thailand ·
Tsjechië ·
Tunesië ·
Turkije ·
Verenigde Staten ·
Wales ·
Wit-Rusland ·
Zuid-Korea ·
Zweden ·
Zwitserland